# Автомагістраль М73 (Велика Британія)
Автомагістраль M73 — автомагістраль у Глазго та Північному Ланаркширі, Шотландія. Це 11 км які з’єднує автомагістраль M74 з автострадою M80, забезпечуючи східний об’їзд Глазго. Коротка ділянка між розв’язками 1 і 2 є частиною нерозписаної міжнародної мережі E-доріг E05, де вона продовжується вздовж M8 через Глазго. На південь автомагістраль M74 також є частиною E05.

## Маршрут
Починаючи від розв'язки M74 4 (M73 розв'язки 1) біля річки Клайд, вона прямує на північ з Біркеншоу на схід і перетинає залізничну лінію Віффлет перед зустріччю з M8 і A8 на трирівневій розв'язці на захід від Суінтона. Одразу після цього залізнична лінія Північного Клайду, а потім проходить уздовж Вуденд-Лох перед тим, як досягти розв'язки 2A в Гарткоші. Потім є ще 3.2 км автомагістралі, перед виїздом на M80 у західному напрямку.

## Історія та плани на майбутнє

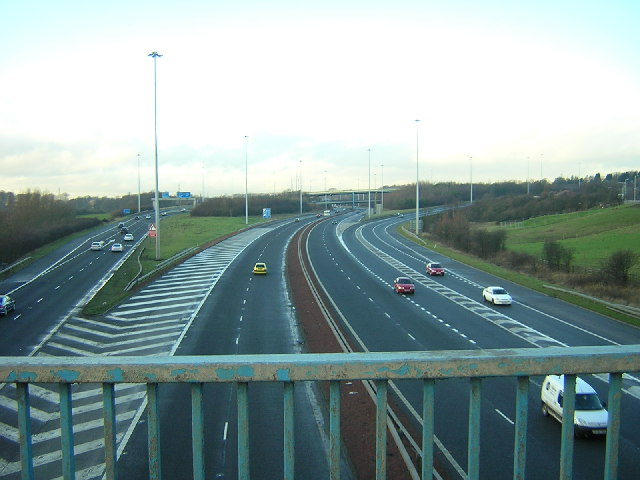
Розв'язка на М74.

Будівництво почалося в 1969 році з відкриттям автомагістралі в період з травня 1971 року по квітень 1972 року Розв'язку 2A було додано пізніше.
У 2011 році північний кінець був розширений у рамках проекту завершення будівництва М80. Це з’єднує автомагістраль із завершеною М80 на новій розв’язці. Подальша робота у 2017 році покращила доступ з M74 на розв’язці 3A та з M8 і A8 на розв'язці Бейлістон.